# Ljubav i kazna (televizijska serija)
Ljubav i kazna (tur. Aşk ve Ceza) je turska serija. Glavne uloge pripale su glumcima Nurgül Yeşilçay, Muratu Yıldırımu i Feride Çetin. Radnja je smještena u Istanbulu, Bodrumu, te istočnoj turskoj pokrajini Van. U Hrvatskoj se premijerno prikazivala od 21. kolovoza 2011. do 19. siječnja 2012. na Novoj TV (ukupno 109 epizoda).

## Radnja serije
Savaş Baldar živi u Italiji na prvi pogled sasvim običnim životom. No, iza maske obrazovanog i osjećajnog mladića stoji čovjek koji zna da jednog dana mora zauzeti mjesto u najbogatijoj obitelji u pokrajini Van na istoku Turske. Njegova obitelj je tradicionalna i “vlada” nad stanovnicima u Vanu, a njezino se poslovanje redovito povezuje s ”mutnim poslovima“. Savaş je pak odmalena htio drugačiji život, te je otišao studirati daleko od svog rodnog kraja. 
Prelijepa Yasemin uzorna je djevojka koja radi u marketinškoj agenciji. Netom prije vjenčanja svog zaručnika uhvati u krevetu s najboljom prijateljicom. Očajna i bijesna zbog te situacije, ali i činjenice da nikad nije spavala s niti jednim muškarcem zbog obećanja ocu, Yasemin se uputi u Bodrum u obližnji bar. Igrom slučaja Savaş, koji se vratio u Tursku na vjenčanje svog brata, tu noć radio je kod prijatelja u istom baru. Yasemin odluči sa simpatičnim strancem provesti strastvenu noć na brodu. Ujutro, mamurna i očajna, Yasemin pobjegne od Savaşa ne rekavši mu ni ime. Savaş je opčinjen Yasemininom ljepotom te je odlučan u namjeri da je ponovno sretne. On putuje u Van, a nakon bratovog vjenčanja s lijepom Çiçek, dolazi do velike obiteljske tragedije. Savaşev otac i brat poginu u prometnoj nesreći, a Savaş se mora suočiti s činjenicom da je došlo vrijeme da postane glava obitelji. 
Sada je Savaş primoran stati na čelo obitelji koju je izbjegavao i sklopiti dogovoreni brak s Çiçek ne znajući kako na drugom kraju zemlje Yasemin odgaja njegovog sina Omera...

## O likovima
- Savaş je čovjek koji živi modernim načinom života, daleko od svoje tradicionalne obitelji. Nakon što mu u prometnoj nesreći poginu otac i brat, prisiljen je postati glava obitelji. Pod velikim je utjecajem majke Şahnur koja inzistira da Savaş konačno shvati kako je dio tradicionalnog svijeta. Unatoč tome što se oženio šogoricom Çiçek, Savaş ne prestaje misliti na lijepu Yasemin koja mu je uzela srce za sva vremena.
- Yasemin je prelijepa mlada djevojka koja živi modernim životom. Zaposlena je u marketinškoj agenciji te uskoro očekuje vjenčanje. No, tada osjeti gorak okus života kada pronađe svog zaručnika Mehmeta u krevetu s najboljom prijateljicom. Zaručnik je optuži da je ona kriva za njegovu nevjeru jer nije htjela imati odnose s njim prije braka zbog obećanja koje je dala ocu. Yasemin odlazi u Bodrum i provede noć strasti sa Savaşem misleći kako je on konobar u lokalnom kafiću. Posramljena Yasemin odlazi od Savaşa te uskoro saznaje da je trudna. Unatoč tome što se nakon toga ponovnu sretnu, Yasemin odluči Savaşu prešutjeti istinu.
- Şahnur je na čelu jedne od najbogatijih obitelji u pokrajini Van. Tradicionalna i nemilosrdna, Şahnur inzistira da se poštuju pravila njene obitelji, te nerijetko opravdava i ilegalne radnje svoje obitelji. Kada sazna da je Savaş zaljubljen u ženu koja nije iz njegovog svijeta, Şahnur će joj objaviti rat. Sklona je manipulacijama i igricama, nemilosrdna je prema svima, a slaba joj je točka najmlađi sin Mustafa.
- Çiçek je prelijepa mlada djevojka koja je okovana ”teškim lancima” svoje tradicionalne obitelji. Ona je kći suparničkog plemena Savaşeve obitelji, Ahmeta Morana. Kako bi zakopali ratnu sjekiru između obitelji, Çiçek je žrtvovana da postane nevjesta Savaşevog brata kojeg prezire. Nježna je, dobra, sramežljiva, studira za učiteljicu, voli djecu, a odrasla je uz oca tiranina. Kada joj pogine suprug, zaljubi se u Savaşa iako je svjesna da joj njegovo srce nikada neće pripadati.
- Nazan je Savaşeva starija sestra. Njenog supruga ubili su pripadnici Çiçekinog plemena. Od kada je postala udovica ogorčena je na cijeli svijet. Poslušna je, te se ponaša u skladu s obiteljskim očekivanjima.
- Pala je Şahnurin mlađi brat koji je različit od svoje sestre. Ne petlja se u poslove obitelji koje su povezane s drogom. Poštuje svoju sestru Şahnur i Savaşa.

## Uloge
| Glumac/Glumica   | Lik           |
| ---------------- | ------------- |
| Nurgül Yeşilçay  | Yasemin Ustun |
| Murat Yıldırım   | Savaş Baldar  |
| Feride Çetin     | Çiçek Moran   |
| Tomris İncer     | Şahnur Baldar |
| Zeynep Beşerler  | Nadya         |
| Caner Kurtaran   | Mehmet        |
| Gökçe Yanardağ   | Nazan Baldar  |
| Oktay Gürsoy     | Cem           |
| Kerem Atabeyoğlu | Pala          |
| Sennur Kaya      | Leyla Ustun   |
| Nazan Kesal      | Sevgi         |
| Cenk Ertan       | Bora Nadyan   |
| Halil Kumova     | Ahmet Moran   |
| Erkan Bektaş     | Yavuz Moran   |
| Ali Yigit        | Kemal Baldar  |
| Belit Özükan     | Müyde         |
| Enis Ankan       | Alpay         |
| Işil Dayioğlu    | Sitare        |
| Meltem Pamirtan  | Endam         |
| Gamze Topuz      | Derya         |
| Sinan Tuzcu      | Hakan         |
| Emrah Elçiboga   | Eşref         |
| Ahu Yağtu        | Pelin         |